# Orlando Magic 2010-2011
La stagione NBA 2010-2011 è la 22ª stagione della storia degli Orlando Magic che si concluse con un record di 52 vittorie e 30 sconfitte nella regular season, il 2º posto nella Southeast Division e il 4º posto della Eastern Conference.

## Draft
| Giro | Scelta | Giocatore        | Posizione   | Nazionalità | Università/Club |
| ---- | ------ | ---------------- | ----------- | ----------- | --------------- |
| 1    | 29     | Daniel Orton     | centro      | Stati Uniti | Kentucky        |
| 2    | 59     | Stanley Robinson | ala piccola | Stati Uniti | Connecticut     |

## Regular season
| Squadra            | V  | P  | %    |      |
| ------------------ | -- | -- | ---- | ---- |
| Miami Heat         | 58 | 24 | 70,7 | -    |
| Orlando Magic      | 52 | 30 | 63,4 | 6,0  |
| Atlanta Hawks      | 44 | 38 | 53,7 | 14,0 |
| Charlotte Bobcats  | 34 | 48 | 41,5 | 24,0 |
| Washington Wizards | 23 | 59 | 28,0 | 35,0 |

## Roster
| N° | Naz.                   | Ruolo | Sportivo           | Anno | Alt. | Peso |
| -- | ---------------------- | ----- | ------------------ | ---- | ---- | ---- |
| 1  | Stati Uniti (bandiera) | G     | Gilbert Arenas     | 1982 | 191  | 87   |
| 3  | Stati Uniti (bandiera) | A     | Earl Clark         | 1988 | 208  | 102  |
| 5  | Stati Uniti (bandiera) | G     | Quentin Richardson | 1980 | 198  | 101  |
| 7  | Stati Uniti (bandiera) | G     | J.J. Redick        | 1984 | 193  | 86   |
| 9  | Stati Uniti (bandiera) | A     | Rashard Lewis      | 1979 | 208  | 98   |
| 12 | Stati Uniti (bandiera) | C     | Dwight Howard      | 1985 | 211  | 109  |
| 13 | Polonia (bandiera)     | AC    | Marcin Gortat      | 1984 | 211  | 109  |
| 14 | Stati Uniti (bandiera) | G     | Jameer Nelson      | 1982 | 183  | 86   |
| 15 | Stati Uniti (bandiera) | GA    | Vince Carter       | 1977 | 198  | 98   |
| 15 | Turchia (bandiera)     | A     | Hidayet Türkoğlu   | 1979 | 208  | 100  |
| 20 | Francia (bandiera)     | G     | Mickaël Piétrus    | 1982 | 198  | 98   |
| 23 | Stati Uniti (bandiera) | G     | Jason Richardson   | 1981 | 198  | 100  |
| 25 | Stati Uniti (bandiera) | G     | Chris Duhon        | 1982 | 185  | 84   |
| 30 | Stati Uniti (bandiera) | AG    | Brandon Bass       | 1985 | 203  | 109  |
| 33 | Stati Uniti (bandiera) | AG    | Ryan Anderson      | 1988 | 208  | 106  |
| 35 | Stati Uniti (bandiera) | A     | Malik Allen        | 1978 | 208  | 116  |
| 44 | Stati Uniti (bandiera) | G     | Jason Williams     | 1975 | 185  | 86   |

## Staff tecnico
- Allenatore: Stan Van Gundy
- Vice-allenatori: Brendan Malone, Patrick Ewing, Steve Clifford, Bob Beyer, Ahmad Ajami
- Preparatore fisico: Joe Rogowski
- Preparatore atletico: Keon Weise

### Arrivi/partenze
Mercato e scambi avvenuti durante la stagione:
Arrivi
| N° | Naz.                   | Ruolo | Sportivo         |      | Alt. |     |
| -- | ---------------------- | ----- | ---------------- | ---- | ---- | --- |
| 1  | Stati Uniti (bandiera) | G     | Gilbert Arenas   | 1982 | 191  | 87  |
| 3  | Stati Uniti (bandiera) | A     | Earl Clark       | 1988 | 208  | 102 |
| 15 | Turchia (bandiera)     | A     | Hidayet Türkoğlu | 1979 | 208  | 100 |
| 23 | Stati Uniti (bandiera) | G     | Jason Richardson | 1981 | 198  | 100 |

Partenze
| N° | Naz.                   | Ruolo | Sportivo        |      | Alt. |     |
| -- | ---------------------- | ----- | --------------- | ---- | ---- | --- |
| 9  | Stati Uniti (bandiera) | A     | Rashard Lewis   | 1979 | 208  | 98  |
| 13 | Polonia (bandiera)     | A     | Marcin Gortat   | 1984 | 213  | 109 |
| 15 | Stati Uniti (bandiera) | GA    | Vince Carter    | 1977 | 201  | 98  |
| 20 | Francia (bandiera)     | GA    | Mickaël Piétrus | 1982 | 198  | 98  |
| 35 | Stati Uniti (bandiera) | A     | Jason Williams  | 1975 | 185  | 86  |

## Premi e onorificenze
- Dwight Howard nominato Difensore dell'anno